# Lijst van rijksmonumenten aan de Kromme Waal
Een overzicht van de 24 rijksmonumenten aan de Kromme Waal in Amsterdam.
| Object | Oorspronkelijke functie? | Bouwjaar                                  | Architect | Locatie         | Coördinaten?                  | Nr.? | Afbeelding                                                        |
| --- | ------------------------ | ----------------------------------------- | --------- | --------------- | ----------------------------- | ---- | ----------------------------------------------------------------- |
| Pand met gevel in enigszins gothiserende z.g. Oudhollandse neorenaissancestijl. Trapgevel                                | Gebouw                   | 1879                                      |           | Kromme Waal 9   | 52° 22' 31" NB, 4° 54' 10" OL | 6199 | Meer afbeeldingen                                                 |
| Huis met door een in het midden om het zoldervenster verhoogde lijst met consoles bekroonde gevel                        | Gebouw                   | derde kwart 19e eeuw                      |           | Kromme Waal 11  | 52° 22' 31" NB, 4° 54' 10" OL | 6200 | Meer afbeeldingen                                                 |
| Pand met gevel onder rechte lijst met triglyfen en dakkapel                                                              | Gebouw                   | 1723                                      |           | Kromme Waal 13  | 52° 22' 30" NB, 4° 54' 10" OL | 6201 | Meer afbeeldingen                                                 |
| Pand met klokgevel met gebeeldhouwde afdekbanden                                                                         | Opslag                   | tweede kwart 18e eeuw                     |           | Kromme Waal 15  | 52° 22' 30" NB, 4° 54' 10" OL | 6202 | Meer afbeeldingen                                                 |
| Pand met halsgevel met gevelsteen en oeils-de-boeuf                                                                      | Werk-woonhuis            | eerste kwart 18e eeuw                     |           | Kromme Waal 17  | 52° 22' 30" NB, 4° 54' 10" OL | 6203 | Meer afbeeldingen                                                 |
| Pand met halsgevel | Woonhuis                 | derde kwart 19e eeuw                      |           | Kromme Waal 19  | 52° 22' 29" NB, 4° 54' 9" OL  | 6204 | Meer afbeeldingen                                                 |
| Pand met gevel onder rechte lijst met triglyfen                                                                          | Werk-woonhuis            | laatste kwart 18e eeuw                    |           | Kromme Waal 23  | 52° 22' 28" NB, 4° 54' 9" OL  | 6205 | Meer afbeeldingen                                                 |
| Pand met halsgevel | Gebouw                   | eerste of tweede kwart 18e eeuw           |           | Kromme Waal 27  | 52° 22' 28" NB, 4° 54' 9" OL  | 6206 | Meer afbeeldingen                                                 |
| Huis met gevel onder rechte klossenlijst                                                                                 | Gebouw                   | 18e eeuw of ouder (huis) 19e eeuw (lijst) |           | Kromme Waal 29  | 52° 22' 27" NB, 4° 54' 9" OL  | 6207 | Meer afbeeldingen                                                 |
| Pand met gevel onder klokvormige beëindiging                                                                             | Gebouw                   | 18e eeuw en later                         |           | Kromme Waal 31  | 52° 22' 27" NB, 4° 54' 9" OL  | 6208 | Meer afbeeldingen                                                 |
| Pand met puntgevel | Gebouw                   | 1745                                      |           | Kromme Waal 33A | 52° 22' 26" NB, 4° 54' 10" OL | 6209 | Meer afbeeldingen                                                 |
| Vermoedelijk in de kern 17e-eeuws huis met 18e-eeuwse, in de 19e eeuw gewijzigde en van een rechte lijst voorziene gevel | Woonhuis                 | 17e/18e/19e eeuw                          |           | Kromme Waal 10  | 52° 22' 31" NB, 4° 54' 10" OL | 6210 | Meer afbeeldingen                                                 |
| Huis met gevel onder rechte klossenlijst                                                                                 | Gebouw                   | 19e eeuw                                  |           | Kromme Waal 12  | 52° 22' 31" NB, 4° 54' 10" OL | 6211 | Meer afbeeldingen                                                 |
| Pand met gevel onder rechte lijst, met snijramen in de houten pui                                                        | Woonhuis                 | eerste helft 19e eeuw                     |           | Kromme Waal 14  | 52° 22' 30" NB, 4° 54' 10" OL | 6212 | Pand met gevel onder rechte lijst, met snijramen in de houten pui |
| Pand met klokgevel met gesneden pui, deuren en snijraam                                                                  | Gebouw                   | begin derde kwart 18e eeuw                |           | Kromme Waal 16  | 52° 22' 30" NB, 4° 54' 10" OL | 6213 | Meer afbeeldingen                                                 |
| Pand met halsgevel | Werk-woonhuis            | ca. 1750                                  |           | Kromme Waal 18  | 52° 22' 29" NB, 4° 54' 10" OL | 6214 | Meer afbeeldingen                                                 |
| Pand met gevel onder latere punttop, met zes stenen waarop spreuken                                                      | Woonhuis                 | 1682                                      |           | Kromme Waal 20  | 52° 22' 29" NB, 4° 54' 9" OL  | 6215 | Meer afbeeldingen                                                 |
| Pand met gevel onder rechte lijst met consoles                                                                           | Gebouw                   | mogelijk laatste kwart 18e eeuw           |           | Kromme Waal 22  | 52° 22' 29" NB, 4° 54' 9" OL  | 6216 | Meer afbeeldingen                                                 |
| Pand met gevel onder rijk gesneden lijst met consoles en met gesneden pui                                                | Gebouw                   | laatste kwart 18e eeuw                    |           | Kromme Waal 24  | 52° 22' 28" NB, 4° 54' 9" OL  | 6217 | Meer afbeeldingen                                                 |
| Pand met gevel onder rechte lijst met consoles en triglyfen                                                              | Woonhuis                 | midden 18e eeuw                           |           | Kromme Waal 26  | 52° 22' 28" NB, 4° 54' 9" OL  | 6218 | Meer afbeeldingen                                                 |
| Pand met gevel onder punttop                                                                                             | Woonhuis                 | 18e/19e eeuw                              |           | Kromme Waal 28  | 52° 22' 28" NB, 4° 54' 9" OL  | 6219 | Meer afbeeldingen                                                 |
| Huis met gevel onder rechte klossenlijst                                                                                 | Gebouw                   | 18e eeuw of ouder (huis) 19e eeuw (lijst) |           | Kromme Waal 30  | 52° 22' 27" NB, 4° 54' 9" OL  | 6220 | Meer afbeeldingen                                                 |
| Pakhuis met puntgevel | Gebouw                   | waarschijnlijk 1745                       |           | Kromme Waal 34A | 52° 22' 26" NB, 4° 54' 10" OL | 6221 | Meer afbeeldingen                                                 |
| Huisje met eenvoudige klokgevel                                                                                          | Gebouw                   | 17e eeuw (huis) 18e eeuw (gevel)          |           | Kromme Waal 38  | 52° 22' 25" NB, 4° 54' 10" OL | 6222 | Meer afbeeldingen                                                 |